# Józef Liwo
Józef Liwo (ur. 7 czerwca 1885 w Ropczycach, zm. 10 września 1939 w Tuczempach) – polski adwokat, doktor praw, uczestnik I wojny światowej, wojny polsko-ukraińskiej i wojny polsko-bolszewickiej, poseł na Sejm III kadencji w II RP z ramienia Stronnictwa Narodowego.

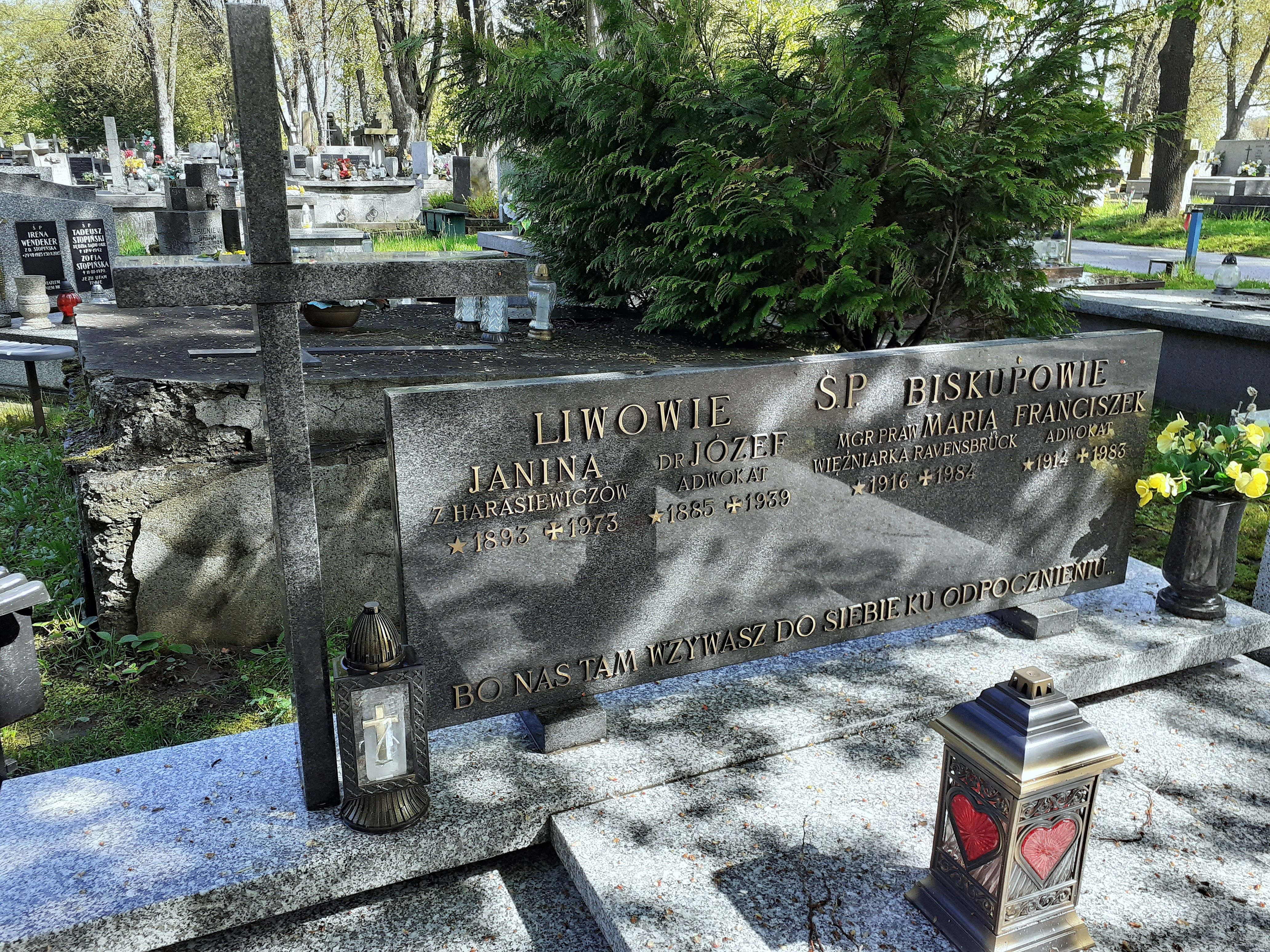
Grobowiec Józefa i Marii Liwo

## Życiorys
W 1906 zdał maturę w I Gimnazjum im. Stanisława Konarskiego w Rzeszowie. Podczas nauki w gimnazjum był członkiem organizacji samokształceniowej „Teka”. 1 listopada 1909 wstąpił do armii austriackiej jako jednoroczny ochotnik. Ukończył wtedy austriacką szkołę zapasową oficerów w Igławie, zdając we wrześniu 1910 egzamin oficerski. Studiował na Wydziale Prawa Uniwersytetu Jagiellońskiego, gdzie w 1914 uzyskał stopień naukowy doktora praw. W tym samym roku odbył praktykę adwokacką u dr. Oskara Isenberga w Mielcu.
W czasie I wojny światowej służył na froncie wschodnim jako podporucznik w armii austriackiej. Przebywał przez pewien czas w szpitalu w Tarnowie. 23 września 1915 dostał się do niewoli rosyjskiej, w której przebywał do ucieczki 28 października 1918. Przedostał się do Włoch i wraz ze sformowaną przez siebie grupą żołnierzy wrócił do Polski w 1918.
W lutym 1919 ukończył kurs referentów sądowych. W latach był 1919–1921 sędzią wojskowym. Pełnił też przez pewien okres funkcję dowódcy garnizonu Rzeszów. Został zweryfikowany w stopniu majora rezerwy WP. Od 1923 prowadził kancelarię adwokacką w Rzeszowie, w pierwszej połowie lat trzydziestych obrońca w licznych procesach politycznych działaczy narodowych i ludowych. W latach dwudziestych był redaktorem tygodnika „Ziemia Rzeszowska”. Działacz Związku Ludowo-Narodowego i Stronnictwa Narodowego. Od lipca 1929 do wybuchu wojny prezes Zarządu Okręgowego Stronnictwa Narodowego w Rzeszowie. Poseł na Sejm III kadencji. W sejmie z ramienia Klubu Narodowego uczestniczył w pracach komisji prawnej, samorządowej i konstytucyjnej. W latach 1934–1939 radny miasta Rzeszowa. Działacz wielu organizacji społecznych (Towarzystwa Gimnastycznego „Sokół”, Towarzystwa Przyjaciół Harcerstwa, Kasyna Miejskiego) i religijnych (Związku Katolicko-Społecznego i parafialnej Ligi Katolickiej).
We wrześniu 1939 zgłosił się na ochotnika do służby wojskowej i otrzymał przydział do Batalionu Wartowniczego w Rzeszowie. 10 września zginął w nieznanych okolicznościach we wsi Tuczempy koło Jarosławia, w czasie odwrotu wojsk polskich. Jego zwłoki zostały przewiezione do Rzeszowa i pochowane 14 października 1939 na cmentarzu Pobitno.

## Rodzina
Był synem Jana – rolnika i Ewy z Pałków. Był żonaty z Janina z Harasiewiczów, z którą miał córki: Marię Biskupową – radcę prawnego i Jadwiga Sułocką – lekarkę oraz synów: Mieczysława – radcę prawnego i Jana – inżyniera, pracownika naukowego.